# Dromornis
Dromornis is een geslacht van uitgestorven niet-vliegende vogels uit Australië. Dit dier behoort tot de familie Dromornithidae (dondervogels) uit de orde van de eendachtigen. Er zijn twee soorten, D. australis en D. stirtoni.
Met een hoogte van meer dan drie meter en een gewicht van 500 kilogram is Dromornis stirtoni de grootst bekende dondervogel en een van de grootste vogels ooit. Deze soort is zwaarder dan de reuzenmoa (Dinornis giganteus) en hoger dan de olifantsvogel (Aepyornis maximus). Fossielen van Dromornis stirtoni zijn gevonden bij Alcoota Station in het Northern Territory en dateren van acht tot zes miljoen jaar geleden. Dromornis australis werd in 1872 door Richard Owen als eerste dondervogel beschreven op basis van een vondst uit het Plioceen bij Peak Downs in Queensland.
Het voedingspatroon van de dondervogels is een punt van discussie. Dromornis had een grotere en krachtigere snavel en schedel dan de andere dondervogels met aanwijzingen voor een krachtige kaakspieren, wat het best past bij een carnivore leefwijze als actieve jager of aaseter.